# Afrogarypus seychellesensis
Afrogarypus seychellesensis je endemna vrsta paščipalcev, katere edini primerek so doslej odkrili na sejšelskem otoku Praslin. Glede na to, da po odkritju prvega primerka niso našli nobenega več, je možno, da je vrsta že izumrla.